# مقاطعة لوهانسك
لوهانسك أوبلاست أو لُهَنسك (بالأوكرانية: Луганська область) هي أوبلاست (مقاطعة) من أوكرانيا. مركزها الإداري هو لوهانسك. بعد استفتاء 2014 الذي أقيم في 11 مايو 2014 استقل الإقليم عن أوكرانيا وتم تأسيس جمهورية لوغانسك.

## التاريخ
أنشئت مقاطعة لهنسك في عام 1938 وحملت اسم فوروشيلوفغرادسكايا (بالروسية: Ворошиловградская область) تكريما لكليمنت فوروشيلوف حتى عام 1958، ومرة أخرى مابين 1970-1990.

## الجغرافيا
تقع مقاطعة لهنسك في الجانب الشرقي لأوكرانيا، ويحيط بها الاتحاد الروسي بثلاث أقاليم متوزعة على ثلاث جهات، فمن الشمال يحدها بيلغورود، وجنوبا روستوف، وشرقا مقاطعة فورونيج. أما غربا فيحدها مقاطعة دونيتسك ومقاطعة خاركيف.

تقدر مساحة مقاطعة لهنسك بـ 26،684 كم²، حوالي 4.42٪ من المساحة الإجمالية لأوكرانيا.